# 莫里斯鎮區 (阿肯色州阿肯色縣)
莫里斯鎮區（英語：Morris Township）是位於美國阿肯色州阿肯色縣的一個行政鎮區。

## 地方資料
莫里斯鎮區的面積為98.96平方千米，當中陸地面積為96.53平方千米，而水域面積為2.43平方千米。根據2010年美國人口普查的數據，當地共有人口702人，而人口密度為每平方千米7.09人。